# Ursula Schleicher
Ursula Schleicher (ur. 15 maja 1933 w Aschaffenburgu) – niemiecka polityk, posłanka do Parlamentu Europejskiego I, II, III, IV i V kadencji (1979–2004).

## Życiorys
Kształciła się w zakresie medycyny, wiedzy o kulturze i muzyki. Na początku lat 60. pracowała jako harfistka w seminarium muzycznym w brazylijskim stanie Bahia. Od 1965 do 1975 była etatową działaczką partyjną w ramach Unii Chrześcijańsko-Społecznej w Bawarii. W latach 1972–1980 zasiadała w Bundestagu. Była wiceprzewodniczącą CSU w Dolnej Frankonii. Od 1983 do 1987 przewodniczyła Europejskiej Unii Kobiet.
W 1979, 1984, 1989, 1994 i 1999 z listy Unii Chrześcijańsko-Społecznej uzyskiwała mandat deputowanej do Parlamentu Europejskiego. Była m.in. członkinią grupy chadeckiej, wiceprzewodniczącą Komisji ds. Środowiska Naturalnego, Zdrowia Publicznego i Ochrony Konsumentów (1984–1994), wiceprzewodniczącą Komisji Spraw Konstytucyjnych (1999–2004) i wiceprzewodniczącą PE IV kadencji (1994–1999).